# Federico Cappellazzo
Federico Cappellazzo (* 16. September 1980 in Turin) ist ein ehemaliger italienischer Schwimmer. Er gewann eine olympische Bronzemedaille. Bei Weltmeisterschaften erhielt er einmal Silber und bei Europameisterschaften erschwamm er dreimal Gold.

## Sportliche Karriere
Der 1,75 Meter große Federico Cappellazzo gewann mit den Staffeln von Rari Nantes Turin mehrere italienische Meistertitel.
Nachdem Cappellazzo bei den Europameisterschaften 1999 mit der italienischen 4-mal-200-Meter-Freistilstaffel disqualifiziert worden war, erreichte er im April 2000 bei den Kurzbahnweltmeisterschaften in Athen sein erstes internationales Finale und belegte den vierten Platz mit der Staffel. Im Juli bei den Europameisterschaften in Helsinki schwamm die italienische 4-mal-200-Meter-Freistilstaffel mit Klaus Lanzarini, Federico Cappellazzo, Simone Cercato und Matteo Pelliciari die schnellste Vorlaufzeit. Im Endlauf waren Emiliano Brembilla, Simone Cercato, Matteo Pelliciari und Massimiliano Rosolino fast sechs Sekunden schneller als die Vorlaufstaffel und gewannen mit über zwei Sekunden Vorsprung vor der deutschen Staffel und den Niederländern. Wie seit 1984 üblich erhielten auch die nur im Vorlauf eingesetzten Staffelmitglieder eine Goldmedaille. Im Juli 2001 bei den Weltmeisterschaften in Fukuoka schwammen in der 4-mal-200-Meter-Freistilstaffel Andrea Beccari, Simone Cercato, Andrea Righi und Federico Cappellazzo die fünftschnellste Vorlaufzeit. Im Endlauf waren Emiliano Brembilla, Matteo Pelliciari, Andrea Beccari und Massimiliano Rosolino fast zehn Sekunden schneller und wurden Zweite mit sechs Sekunden Rückstand auf die Australier und fast drei Sekunden Vorsprung vor den Gewinnern der Bronzemedaille aus den Vereinigten Staaten. Im August bei der Universiade in Peking siegte die italienische 4-mal-200-Meter-Freistilstaffel mit über drei Sekunden Vorsprung vor dem US-Quartett.
2002 bei den Europameisterschaften in Berlin erschwamm die 4-mal-200-Meter-Freistilstaffel mit Matteo Pelliciari, Emiliano Brembilla, Federico Cappellazzo und Massimiliano Rosolino den Europameistertitel mit über fünf Sekunden Vorsprung vor den Deutschen. Im Februar 2003 bei der Universiade in Daegu erkämpfte die italienische 4-mal-200-Meter-Freistilstaffel die Bronzemedaille. Im Juli bei den Weltmeisterschaften in Barcelona wurde Cappellazzi Sechster über 200 Meter Freistil. Die 4-mal-200-Meter-Freistilstaffel mit Matteo Pelliciari, Emiliano Brembilla, Federico Cappellazzo und Massimiliano Rosolino wurde Vierte mit drei Zehntelsekunden Rückstand auf die drittplatzierten Deutschen. Im Mai 2004 fanden die Europameisterschaften in Madrid statt. Die 4-mal-200-Meter-Freistilstaffel mit Federico Cappellazzo, Matteo Pelliciari, Andrea Beccari und Christian Galenda schwamm die schnellste Vorlaufzeit. Im Finale waren Emiliano Brembilla, Matteo Pelliciari, Massimiliano Rosolino und Filippo Magnini siebeneinhalb Sekunden schneller und siegten mit fünf Sekunden Vorsprung vor den Russen. Drei Monate später bei den Olympischen Spielen in Athen waren Pelliciari, Cercato, Cappellazzo und Rosolino die sechstschnellste Staffel der Vorläufe. Im Finale unterboten Brembilla, Rosolino, Cercato und Magnini die Vorlaufzeit um sechs Sekunden und wurden Dritte hinter dem US-Quartett und den Australiern.